# Njuotjanjaure
Njuotjanjaure, Njuohčamjávri eller Njuotjamjaur är en sjö i Kiruna kommun i Lappland och ingår i Torneälvens huvudavrinningsområde. Sjön har en area på 2,11 kvadratkilometer och ligger 481 meter över havet. Njuotjanjaure ligger i Rautas fjällurskog Natura 2000-område. Sjön avvattnas av vattendraget Njuotjanjåkka. Vid sjöns nordvästra strand ligger Rensjöns sameviste som uppfördes i början av 1900-talet.

## Delavrinningsområde
Njuotjanjaure ingår i delavrinningsområde (755533-166639) som SMHI kallar för Utloppet av Njuotjanjaure. Medelhöjden är 540 meter över havet och ytan är 16,37 kvadratkilometer. Räknas de 9 avrinningsområdena uppströms in blir den ackumulerade arean 93,31 kvadratkilometer. Njuotjanjåkka som avvattnar avrinningsområdet har biflödesordning 3, vilket innebär att vattnet flödar genom totalt 3 vattendrag innan det når havet efter 428 kilometer. Avrinningsområdet består mestadels av skog (62 procent) och kalfjäll (20 procent). Avrinningsområdet har 2,11 kvadratkilometer vattenytor vilket ger det en sjöprocent på 12,9 procent.

## Galleri

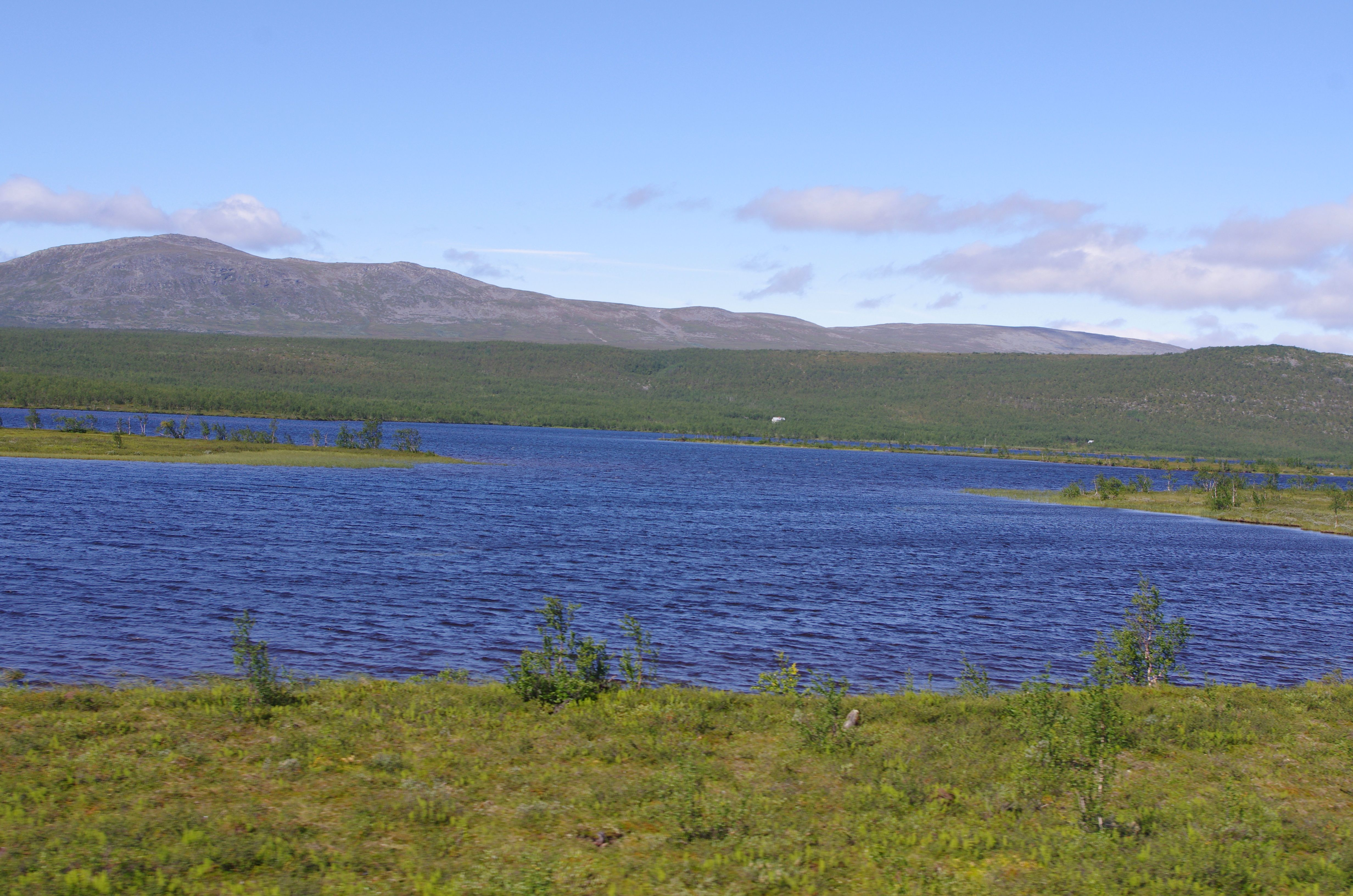
Njuotjanjaure från öster.
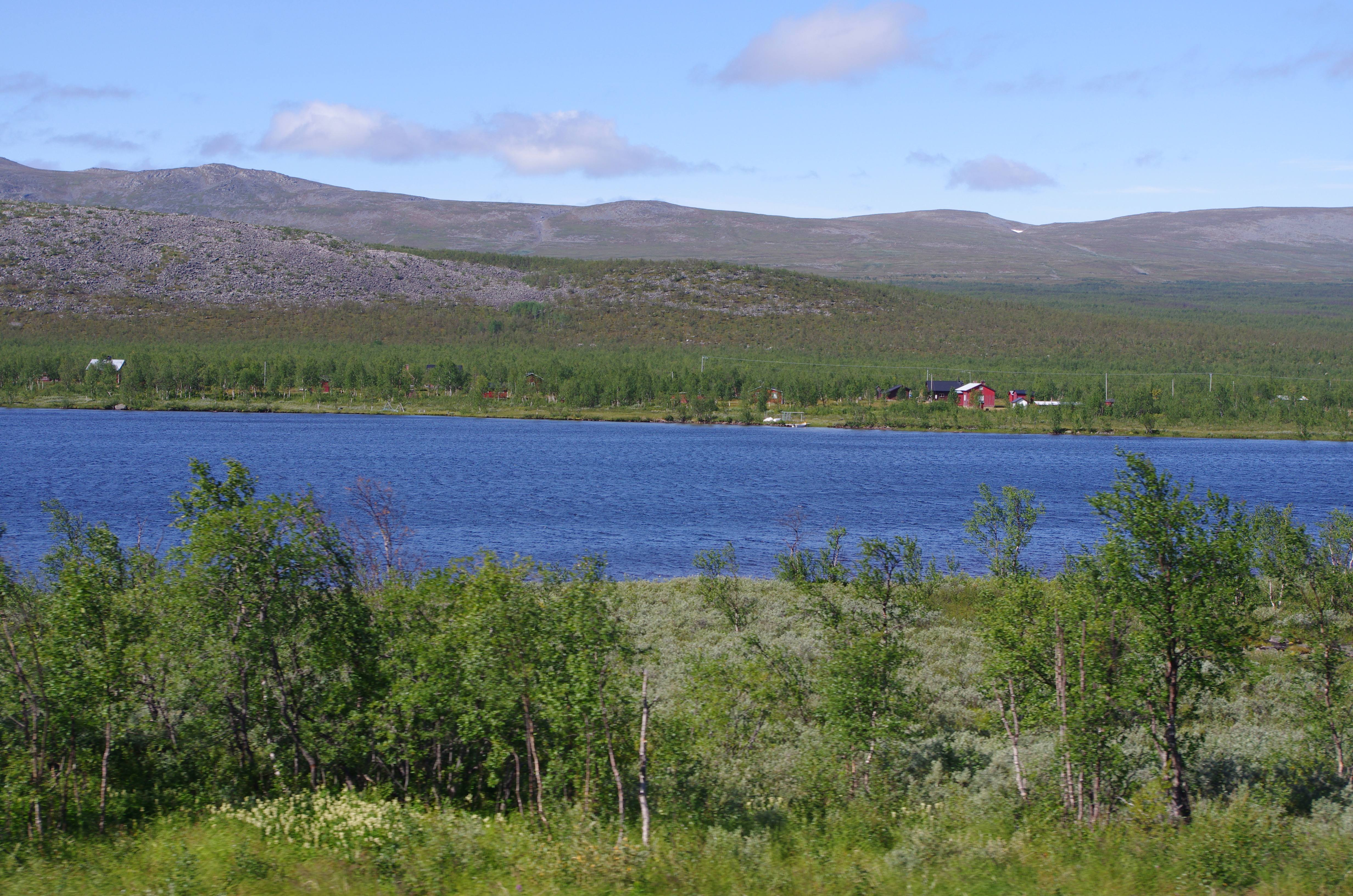
Den äldre bebyggelsen i Rensjöns sameviste syns på den nordvästra stranden på motsatt sida sjön.